# أنطون اندكفيست
أنطون اندكفيست (بالسويدية: Anton Lundqvist)‏ هو ممثل سويدي، ولد في 16 سبتمبر 1989 بغوتنبرغ في السويد.

## وصلات خارجية
- أنطون اندكفيست على موقع IMDb (الإنجليزية)
- أنطون اندكفيست على موقع روتن توميتوز (الإنجليزية)
- أنطون اندكفيست على موقع ألو سيني (الفرنسية)
- أنطون اندكفيست على موقع أول موفي (الإنجليزية)
- أنطون اندكفيست على موقع قاعدة بيانات الأفلام السويدية (السويدية)
- أنطون اندكفيست على موقع قاعدة بيانات الفيلم (الإنجليزية)
- أنطون اندكفيست على موقع كينوبويسك (الروسية)